# Карамут
Крушка црница, тепка, црна крушка или карамут је сорта крушке, чији се истоимени плодови користе у исхрани људи. Назив „карамут“ потиче од турских речи (кара-црно и армут-крушка), традиционално је заступљена у домаћем сортном избору у Републици Српској. Ова сорта крушке је веома популарна и позната код домаћег становништва.

## Изглед и грађа
Како се ради о сорти калемњеној на дивљу крушку расте веома високо (5-10 м) формирајући крошњу сфецифичног изгледа, стабло је отпорно на болести и веома бујно, кора је тврда и храпава. Плод је специјалан облик бобице — помум и ситан је у односу на друге сорте крушке. Прве плодове ова сорта рађа после 10 година од калемњена, велика стара стабла могу да роде 800-1.000 кг плода.
Плодови у време бербе нису јестиви, већ мора проћи одређен период у коме долази до мацреације меса плода, при чему
настаје тамносмеђа слатка маса са израженим склереидима (каменим ћелијама) око плодишта, изузетног је укуса.

## Историја
Историчари кажу да у доба Наполеона Бонапарте сваки француски војник морао носити садницу неког воћа и посадити тамо где је стациониран.
И тако су подручја под Наполеоновом окупацијом на Балкану почетком XIX века донесене прве саднице крушке, а калем гранчице су се прошириле и на подручја на коме Наполеонова војска није била стационирана. У неким деловима Балканског полуострва је зову и „наполеонка“. По другима изворима царица Марија Терезија је наредила да свако домаћинство мора посадити 
барем једну садницу ове крушке. Крушка карамут је узгајана на ширем подручју планине Грмеч и подгрмечких села. Садашњи развој воћарства потпуно је занемарио ову сорту и прети јој измуирање.

## Употреба
Крушка карамут је веома цењена због своје употребе за сушење плодова као и за производњу алкохола, јер садржи велику количину шећера и суве твари. Сушењем плодова након процеса мацерације добија се квалитетно суво воће које се употребљава за припрему компота и колача. Постоје технике сушења са и без димљења. Ракија од крушке карамут карактерише лако препознатљивом аромом а познаваоци јој дају предност у односу на друге 
ракије.

## Галерија
- Карамут калем-гранчица
- Карамут 8 година
- Карамут 150 година